# Canton d'Acoua
Le canton d'Acoua est une ancienne division administrative française située dans le département de Mayotte et la région Mayotte.

## Administration
| Période                                  | Période | Identité        | Étiquette                              | Qualité                                       |
| ---------------------------------------- | ------- | --------------- | -------------------------------------- | --------------------------------------------- |
| (avant 2008)                             | 2015    | Soiderdine Madi | UMP puis MDM (majorité départementale) | Vice-président du conseil général depuis 2011 |
| Les données manquantes sont à compléter. |         |                 |                                        |                                               |

## Composition
Le canton était composé de l'unique commune d'Acoua. À la suite du redécoupage des cantons pour 2015, la commune est rattachée au canton de Mtsamboro.

## Démographie
| 2002  | 2007  | 2012  |
| ----- | ----- | ----- |
| 4 605 | 4 622 | 4 714 |